# 藤原師家
藤原 師家（ふじわら の もろいえ）は、平安時代中期から後期にかけての貴族。藤原北家中関白家、権大納言・藤原経輔の長男。官位は従四位下・右中弁。

## 経歴
後冷泉朝にて少納言を経て、永承3年（1048年）右少弁兼五位蔵人に任ぜられる。左少弁を経て、天喜3年（1055年）摂津守を兼ねるが五位蔵人を解かれた。康平元年（1058年）従四位下・右中弁に叙任されるが、同年9月3日に卒去。享年32。最終官位は右中弁従四位下兼摂津守。

## 逸話
右少弁師家が以前通っていて仲が絶えてしまった女の家の前を通った所、女の家人に呼び止められたので、車を引き返して女の家に入った。すると、その女の様子がことのほか素晴らしかったので、師家は女を捨ててしまったことを後悔して弁解したものの、女はひたすら読経するばかりで、返事もしない有様であった。女はお経を唱える内に、法華経七巻の「即往安楽世界」というくだりを繰り返し誦んでいたところ、そのまま気を失ってしまい、師家や家の者が女を介抱したが、すぐに女は亡くなってしまった。師家は悲しんでしばらく山里に隠遁したところ、「世捨て人となった」と噂されたが、また出仕するようになったので、「かえる弁」と呼ばれたという。

## 官歴
注記のないものは『弁官補任』による。
- 時期不詳：正五位下。少納言[2]
- 永承3年（1048年） 正月7日：五位蔵人[2]。12月7日：右少弁
- 永承5年（1050年） 9月17日：左少弁
- 天喜3年（1055年） 2月2日：兼摂津守[2]、止五位蔵人
- 康平元年（1058年） 4月25日：右中弁。7月30日：従四位下（天喜2年中宮迂御父卿家賞）。9月3日：卒去（右中弁従四位下兼摂津守）

## 系譜
- 父：藤原経輔
- 母：藤原資業の娘
- 妻：藤原泰憲の娘
  - 男子：藤原家範（1048年-1123年）
- 妻：橘成任の娘
  - 男子：藤原光家[3]
- 生母不詳の子女
  - 男子：勝覚（1055年-1097年）[4]
  - 男子：永仁